# PERKY SOUND FLASH
PERKY SOUND FLASH（パーキー・サウンド・フラッシュ）は、静岡エフエム放送 （K-MIX）が土曜日9時00分 - 9時55分に放送しているラジオ番組である。

## 概要
週末の入口である土曜日の朝を、素敵な音楽とトークでナビゲートする番組。またスポンサーであるJAに関する情報も取り上げる。
当番組では一貫してパーソナリティーが出演はもちろんのこと、ミキサー卓の操作やメールの選定、原稿の作成といった作業も兼務するワンオペによる生放送を行っている。
FM静岡時代から続く長寿番組であり、2018年に放送開始から30周年を迎えた。

## パーソナリティ
現在
- 東城佑香（2025年4月 -  ）[1]

過去
- 西連地あゆみ（2012年4月 - 2018年3月、2021年4月 - 2022年12月 ）
- 高橋美江[注 2]（番組開始時からおよそ2年担当）
- 川畑亜紀[注 3][3]（1999年4月 - 2001年3月）
- 寺田有美子（2001年4月 - 2006年3月）
- 榎木田智子（2006年4月 - 2007年3月）
- 宮本淳子（2007年4月 - 2012年3月）
- 小杉涼花（2018年4月 - 2021年3月）
- 牧村一穂（2023年1月 - 2025年3月）[1]

## タイムテーブル
2013年4月現在。
- 9:01頃 - オープニング・今日の天気
- 9:08頃 - パーキー ごほうび Collection
- 9:20頃 - Time Trip J-POP
- 9:27頃 - OVERSEAS HITS
- 9:35頃 - SOUND SELECTION
- 9:46頃 - パーキー MUSIC サプリ
- 9:50頃 - エンディング